# Flaman
Pour les articles homonymes, voir Flaman (homonymie).

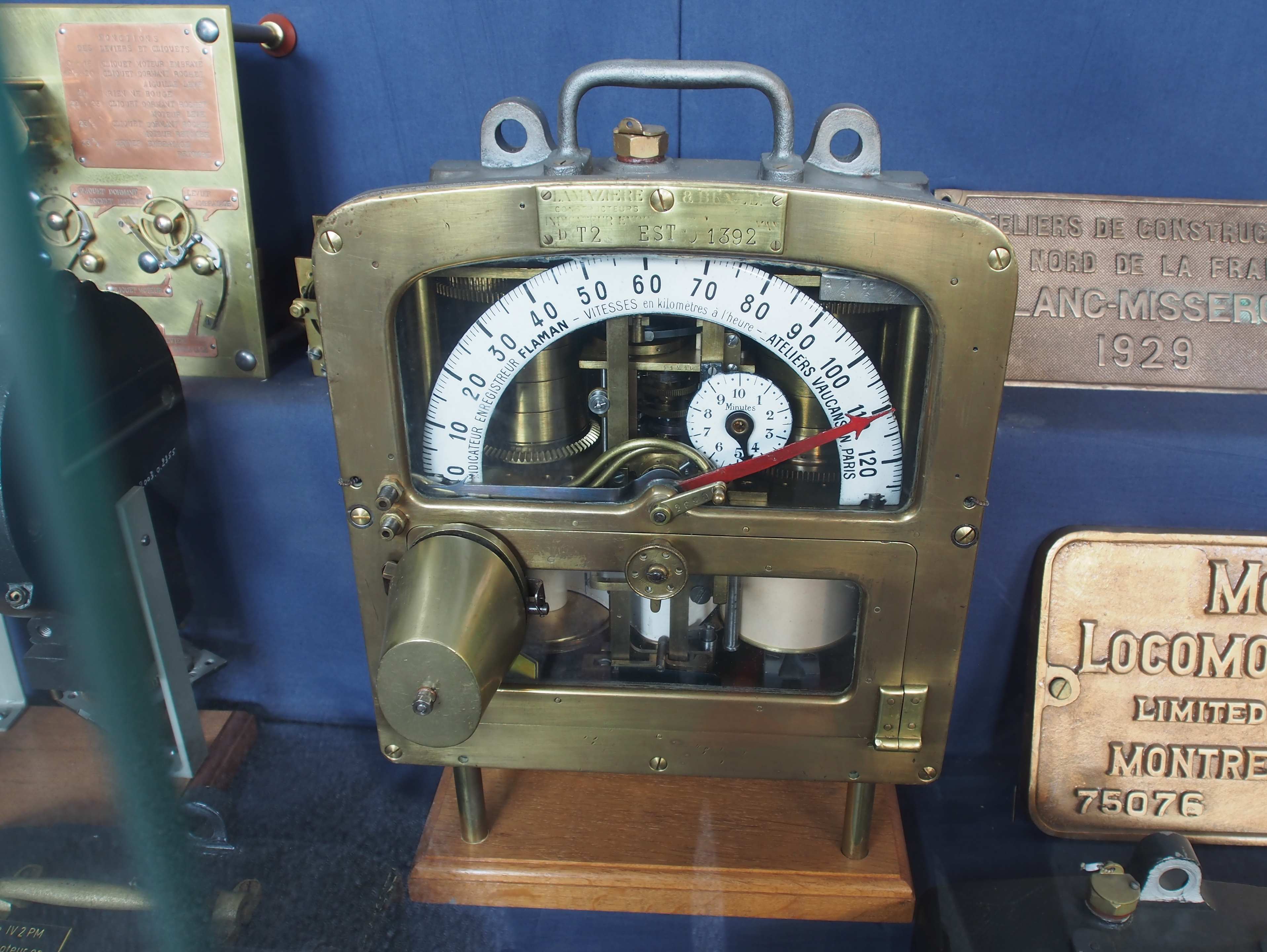
Un indicateur-enregistreur de vitesse Flaman.

Le Flaman est un indicateur-enregistreur de vitesse qui fut très utilisé sur les locomotives de la SNCF.

## Historique
Du nom de son créateur, Eugène Flaman (1842-1935), ingénieur de la Compagnie de l'Est de 1866 à 1908, cet appareil a été en service sur la majorité des locomotives de 1900 à 1990. Il était appelé familièrement « le mouchard ».

## Caractéristiques
Le Flaman est équipé d'un cadran avec aiguille noire gradué en kilomètres par heure ainsi que d'un dispositif enregistreur qui consiste en plusieurs stylets secs agissant sur une bande de papier entraînée par le déplacement de la locomotive. Une aiguille rouge, positionnable à la main, peut indiquer une vitesse limite à ne pas dépasser. Un petit cadran, gradué en 10 min, indique le temps. L'appareil est visible du mécanicien. Très lourd et très robuste, en laiton et acier, il est l'équivalent de la boîte noire des avions et doit résister aux accidents éventuels. Son capot est scellé par plusieurs plombs. Toutes ses fonctions sont assurées mécaniquement par un arbre relié à l'un des essieux  de la locomotive par une transmission par tringles, boîtes à engrenages et cardans.  
Deux de ces fonctions sont essentielles à son fonctionnement : 
- Le comptage périodique du nombre de révolutions de l'arbre (1 tour = 6 m) et donc de la distance parcourue par intervalle de temps
- Un mécanisme d'horlogerie à balancier et ressorts (base de temps mécanique)  qui délivre ces intervalles de temps (3,6 s soit 1/1000e d'heure)

Sur la bande qui défile en x proportionnellement au déplacement de la locomotive (5 mm pour 1 km), sont tracées en y :
- la courbe de la vitesse calculée par un intégrateur mécanique utilisant les deux fonctions principales mentionnées ci-dessus,
- la position des signaux observés, ouverts ou fermés,
- la bonne observation par le mécanicien des signaux fermés par action sur le bouton poussoir de vigilance,
- la courbe de temps en dents de scie, la longueur d'une dent entre deux tombées verticales correspondant toujours à 10 min,
- accessoirement, d'autres indications.

À l'indicateur-enregistreur d'origine a été adjoint le dispositif électro-mécanique de répétition des signaux dans la cabine de conduite. Ce dispositif utilise des électro-aimants polarisés sensibles à la tension + ou - présente sur les crocodiles placés entre les rails au droit des signaux et sur lesquels vient frotter la brosse métallique fixée sous la locomotive lorsqu'elle passe au-dessus. Ces électro-aimants actionnent un vibreur ou un sifflet sur les anciens appareils à répétition pneumatique, un timbre clair à un coup sur les appareils électriques plus récents.
La bande enregistrée est prélevée lors du retour de la locomotive au dépôt ou lors de tout incident ou accident. Son examen sur un dérouleur permet de situer avec précision la position kilométrique de la locomotive sur la ligne et sa vitesse à tout moment, ses temps d'arrêt, la position des signaux rencontrés et leur bonne observation à temps par le mécanicien. 
L'indicateur-enregistreur Flaman a été décliné en de nombreuses versions d'aspect et de vitesses. 
Ce type d'enregistreur fut également utilisé par des réseaux étrangers : la Mallard anglaise du LNER en était équipée lors de son record de vitesse en 1938. La fabrication de l'appareil fut pendant très longtemps confiée aux Ateliers Vaucanson de Saint-Nicolas-d'Aliermont.

## Autres modèles
Avant le Flaman les compagnies de chemins de fer furent soucieuses du contrôle a posteriori des vitesses des convois : le réseau d'Alsace-Lorraine utilisa très tôt l'enregistreur Hausshaelter. Mais son temps d'intégration de la vitesse (12 secondes) se révélait trop long.
Le premier TELOC construit par la firme suisse Hasler est assez performant et léger mais cher à l'achat et au début, le PLM l'utilise uniquement sur son nouveau parc électrique. Le RBM (Renaud-Bognart-Maujart) est un tachygraphe issu du monde automobile et ne sera employé que sur des autorails.
C'est à partir de 1960, que des appareils plus légers sont installés sur les nouveaux matériels : Autorails, Rames ETG et RTG, locomotives diesels et électriques, etc. une nouvelle version du TELOC, puis le Tachro fabriqué par Jaeger.